# 糸島市立可也小学校
糸島市立可也小学校（いとしましりつ かやしょうがっこう）は、福岡県糸島市にある公立小学校である。

## 概要
福岡県糸島市志摩地区の中心部、県道506号線沿いに位置する。
「糸島富士」とも呼ばれる可也山をはじめ、多くの緑に囲まれた自然豊かな場所に校舎を構える。
校庭内に、初川に通ずる川が流れているのが特徴であり、夏には蛍を飼育する学校行事も存在する。

## 歴史
設立は1874年（明治7年）で2021年現在、創立147年という長い歴史のある小学校である。
設立当時は波津（はつ）小学校であったが、1893年（明治26年）に可也尋常（かやじんじょう）小学校に改称。
その後、1947年（昭和22年）に第二次世界大戦後の学制改革により、現在の名称である可也小学校に改称。
1965年（昭和40年）には、町政施行により志摩町立可也小学校に改称。
2010年（平成22年）には、旧前原市、旧糸島郡、旧二丈町の合併による糸島市発足により、志摩町立可也小学校から糸島市立可也小学校に改称された。

## 可也小学校とルースちゃん人形
1926年（昭和元年）、アメリカで世界児童親善協会を設立したシドニー・ギューリックは、「世界の平和は子供から」の理念を掲げ、その平和の象徴として1927年（昭和2年）に一万二千体の「青い目の人形」を日本に贈った。青い目の人形は日本全国の保育園や幼稚園、小学校に贈られた。福岡県には259体の青い目の人形が送られ、そのうちの一つは可也小学校にも届いたが、1941年（昭和16年）の太平洋戦争開戦とともに青い目の人形は「敵国人形」と言われ、次々と処分された。
しかし可也小学校に贈られてきた青い目の人形、ルースは学校の裁縫室の片隅に追いやられたままで処分までには至らなかった。やがて太平洋戦争も終戦し、年月がたった1979年（昭和54年）に可也小学校旧校舎取り壊しの際、青い目の人形と当時の人形歓迎会の作文が発見された。その後各地で青い目の人形が確認されたが、終戦後に発見された青い目の人形のほとんどはアメリカに返還された。次々と青い目の人形が里帰りするなか、可也小学校からは市松人形「しま可也」をアメリカへ贈り、可也小学校には青い目の人形「ルースちゃん」が今も保管されている。
2023年現在、福岡県内で確認されている世界児童親善協会から贈られた青い目の人形は、この「ルース」のほかに、嘉麻市立嘉穂小学校の「ペッギィ」、久留米市立城島小学校の「シュリー」の三体のみである。
2011年（平成23年）8月3日には、九州朝日放送の情報番組「アサデス。」でも取り上げられ、紹介された。

## 通学地域

### 学校区
- 志摩稲留
- 志摩稲葉
- 志摩小金丸
- 志摩津和崎
- 志摩初
- 志摩馬場
- 志摩松隈
- 志摩師吉
- 志摩吉田

　（50音順）

### 隣接する施設
- JA糸島志摩支店
- 志摩郵便局
- Aコープ　志摩店
- 志摩体育館
- ファミリーマート　志摩可也小学校前店
- 糸島市図書館　志摩館
- イオン志摩ショッピングセンター
- 糸島市立可也コミュニティセンター
- 糸島市社会福祉協議会
- 志摩歴史資料館
- 志摩中央公園